# Bulbophyllum serratotruncatum
Bulbophyllum serratotruncatum är en orkidéart som beskrevs av Gunnar Seidenfaden. Bulbophyllum serratotruncatum ingår i släktet Bulbophyllum och familjen orkidéer. Inga underarter finns listade i Catalogue of Life.